# IX Conferenza del Partito Comunista Russo (bolscevico)
La IX Conferenza del Partito Comunista Russo (bolscevico), o PCR(b), si tenne dal 22 al 25 settembre a Mosca.

## Lavori
L'assemblea istituì la Commissione di controllo e ne elesse i sette membri, tra i quali figuravano Feliks Dzeržinskij e Evgenij Preobraženskij.